# Коща (притока Тетерева)
Коща — річка в Україні, в Житомирському районі Житомирської області, права притока Тетерева.

## Опис
Довжина 14 кілометрів. Площа басейну 70,9 км², похил річки 2,5 м/км.

## Розташування
Бере початок у болотистих місцях лісу села Рудня-Городище, далі не протікає ні через одне село району і впадає у річку Тетерів. 

## Притоки
- Кривуха — права притока. Бере початок на північному заході від Залізні. Тече переважно на північний захід і на південному сході від Тригір'я.[1]